# 14486 Tuscia
14486 Tuscia (1994 TE) là một tiểu hành tinh vành đai chính được phát hiện ngày 4 tháng 10 năm 1994 bởi L. Tesi và G. Cattani ở San Marcello Pistoiese.